# Serica trichofemorata
Serica trichofemorata är en skalbaggsart som beskrevs av Shuhei Nomura 1959. Serica trichofemorata ingår i släktet Serica och familjen Melolonthidae. Inga underarter finns listade i Catalogue of Life.